# NGC 1943
NGC 1943 ist ein offener Sternhaufen im Sternbild Tafelberg. Der Sternhaufen wurde am 24. September 1826 von dem Astronomen James Dunlop mit einem 23-cm-Teleskop entdeckt.